# Chirurgia plastica
La chirurgia plastica e plastico-ricostruttiva, (dal greco plastikos, ossia "plasmare", "modellare") è una branca della chirurgia che si propone di correggere e riparare i difetti morfologico-funzionali o le perdite di sostanza di svariati tessuti (cute, sottocute, fasce, muscoli, ossa, ecc.) sia congenite, che secondarie a traumi, neoplasie o malattie degenerative. Le tecniche fondamentali più utilizzate sono rappresentate dagli innesti e dai lembi.
La chirurgia plastica è una delle poche specializzazioni chirurgiche non "distrettuali" o di "apparato" opera quindi su qualsiasi distretto corporeo. Ciò comporta che la chirurgia plastica abbia diverse sub-specializzazioni: la chirurgia della testa-collo, la chirurgia della mammella, la chirurgia della mano, il rimodellamento corporeo (il cosiddetto body-contouring), la chirurgia degli arti inferiori, la chirurgia delle ustioni, la chirurgia ricostruttiva, e la chirurgia estetica (o cosmetica, che è una branca della chirurgia plastica, e non esiste come specializzazione isolata).

## Innesti
Gli innesti sono porzioni di tessuto che vengono completamente distaccate dall'area donatrice (ad esempio cute dall'addome o dalla coscia), per essere trasferite ed impiantate nell'area ricevente (ad esempio una perdita di tessuto cutaneo di un braccio o di una gamba conseguente ad un trauma). Gli innesti non possiedono una vascolarizzazione propria (essendo stati completamente distaccati dal corpo) e necessitano di un'area ricevente ben vascolarizzata, che possa fornire all'innesto stesso il nutrimento adeguato a garantirne l'attecchimento. L'innesto agisce pertanto con un meccanismo "passivo", fornendo all'area ricevente il tessuto mancante, ma richiedendone il nutrimento. Lo si sceglie, quando si può, per la relativa facilità della manovra chirurgica, ma non fornisce solitamente risultati estetici di alto livello. Il risultato estetico è tanto migliore quanto più l'innesto è spesso, mentre l'attecchimento è tanto più facile quanto più l'innesto è sottile.

## Lembi
I lembi sono porzioni di tessuti (singoli o compositi) che mantengono una connessione (chiamata "peduncolo") con l'area donatrice e vengono trasferiti sull'area ricevente (che deve essere pertanto limitrofa a quella donatrice) mediante movimenti di scorrimento o rotazione. I lembi possiedono una vascolarizzazione propria, che può essere di vario tipo. 
Un lembo agisce pertanto con un meccanismo "attivo", portando nutrimento all'area ricevente che potrebbe anche esserne carente.
Certi lembi compositi (ad esempio quelli muscolo-cutanei) possono svolgere anche un ruolo "detergente", essendo in grado di curare infezioni e/o ristagno di fluidi vari (stasi di sangue venoso, stasi linfatiche) nell'area ricevente.
Rappresenta, di solito, una manovra chirurgica più complessa, in grado di risolvere problemi più gravi.
Solitamente fornisce anche una qualità estetica del risultato superiore a quella dell'innesto.

### Lembi liberi "microchirurgici"
I lembi microchirurgici (o "microvascolari") sono l'evoluzione più moderna dei lembi. 
Si tratta di lembi a vascolarizzazione assiale nei quali il peduncolo viene adeguatamente identificato ed isolato ("scheletrizzato") e successivamente reciso, per permettere il trasferimento del lembo a grande distanza (ad esempio da una spalla ad una caviglia). Nell'area ricevente viene identificato un asse vascolare ricevente al quale, mediante l'uso di un microscopio, viene attaccato ("anastomizzato") il peduncolo del lembo, che può così continuare a vivere col proprio circolo sanguigno.

## Plastiche a Z
La plastica a Z è una tecnica chirurgica utilizzata per l'allungamento o il cambiamento di direzione di una cicatrice cutanea per fini estetici o di mobilità.
Vengono eseguite incidendo la cicatrice che si vuole mobilizzare (il braccio centrale della Z) ed eseguendo due incisioni alle sue estremità con un angolo rispetto ad essa che è tanto più ampio quanto maggiore è l'allungamento-rotazione che si vuole ottenere.

## Impianti
I materiali "alloplastici" (o impianti) sono presìdi di origine non biologica o biologica di sintesi, utilizzati per vari scopi, solitamente di riempimento o di correzione di deformità congenite o acquisite. Fra le più note, a titolo di esempio, le protesi mammarie, ma esistono materiali simili per i glutei, i polpacci, gli zigomi, ecc. Esistono anche materiali iniettabili per la correzione di difetti di minore entità, utilizzati con gli stessi criteri delle protesi. Infine da ricordare le "epitesi", che sono protesi esterne applicabili, utili per sostituire e simulare organi avulsi e non più ricostruibili: fra le più note quelle per il naso e per l'orecchio.
Non esiste "rigetto" delle protesi, in quanto tale meccanismo immunitario prevede l'attivazione di anticorpi nei confronti di antigeni (che sono proteine) non presenti in un materiale alloplastico. Esiste invece una "reazione da corpo estraneo" (di per sé normale) che, se esuberante, può portare all'eccessiva produzione di tessuto fibroso intorno alla protesi ed al rischio di deformazione ed estrusione (il classico esempio è la "contrattura capsulare", la più frequente complicanza dell'impianto di una protesi). Inoltre un materiale alloplastico, non essendo fornito di circolo sanguigno e quindi di difese immunitarie, è più vulnerabile a possibili infezioni.